# Monoplistes leai
Monoplistes leai är en skalbaggsart som beskrevs av Renaud Maurice Adrien Paulian 1934. Monoplistes leai ingår i släktet Monoplistes och familjen bladhorningar. Inga underarter finns listade i Catalogue of Life.